# Иво Улих
Иво Улих (9. септембар 1974) бивши је чешки фудбалер.

## Каријера
Током каријере играо је за Славија Праг, Борусија Менхенгладбах и многе друге клубове.

## Репрезентација
За репрезентацију Чешке дебитовао је 1997. године. За национални тим одиграо је 8 утакмица и постигао 1 гол.

## Статистика
| Чешка  | Чешка | Чешка |
| Год.   | Ута.  | Гол.  |
| ------ | ----- | ----- |
| 1997   | 3     | 0     |
| 1998   | 2     | 0     |
| 1999   | 1     | 0     |
| 2000   | 2     | 1     |
| Укупно | 8     | 1     |